# Emil Pörksen
Emil Pörksen (* 7. Juli 1840 in Rettin; † 26. Oktober 1920 in Itzehoe) war ein deutscher Korrektor und Autor.

## Leben
Peter Christian Emil Pörksen war ein Sohn des Dorfschullehrers Jens Pörksen. Er besuchte die Dorfschule und machte von 1855 bis 1860 in Neustadt in Holstein eine Lehre als Buchdrucker. Danach ging er bis 1867 auf Wanderschaft und arbeitete dann bis 1872 an der Universitätsbuchdruckerei Kiel. Danach ging er nach Itzehoe und wurde Korrektor in der Buchdruckerei von J. G. Pfingsten. Pörksen veröffentlichte vor allem in der Zeitschrift Die Heimat.

## Werke
- Aus allen Zeiten. Kleine Beiträge zur Kulturgeschichte Schleswig-Holsteins. In: Die Heimat. Monatsschrift des Vereins zur Pflege der Natur- und Landeskunde in Schleswig-Holstein, Hamburg und Lübeck. Bd. 1 (1891), Heft 12, Dezember 1891, S. 248–250 (Digitalisat).
- Hadersleben. In: Die Heimat. Monatsschrift des Vereins zur Pflege der Natur- und Landeskunde in Schleswig-Holstein, Hamburg und Lübeck. Bd. 2 (1892), Heft 7–8, Juli–August 1892, S. 129–143 (Digitalisat).
- Die Akademischen Heilanstalten in Kiel. Ein Gedenkblatt zum 70sten Geburtstage Friedrich von Esmarchs. In: Die Heimat. Monatsschrift des Vereins zur Pflege der Natur- und Landeskunde in Schleswig-Holstein, Hamburg und Lübeck. Bd. 3 (1893), Heft 1, Januar 1893, S. 2–11 (Digitalisat) und Heft 2, Februar 1893, S. 28–35 (Digitalisat).
- Sturmbraut. Ein Bild vom Strande. 1894.
- Das Post- und Verkehrswesen Schleswig-Holsteins in seiner Entwicklung. In: Die Heimat. Monatsschrift des Vereins zur Pflege der Natur- und Landeskunde in Schleswig-Holstein, Hamburg und Lübeck. Bd. 11 (1901), Heft 8, August 1901, S. 150–156 (Digitalisat), Heft 9, September 1901, S. 169–172 (Digitalisat), Heft 10, Oktober 1901, S. 196–201 (Digitalisat).
- Paul Trede. Zu seinem 75. Geburtstag am 19. August. In: Die Heimat. Monatsschrift des Vereins zur Pflege der Natur- und Landeskunde in Schleswig-Holstein, Hamburg und Lübeck. Bd. 14 (1904), Heft 8, August 1904, S. 173–179 (Digitalisat).
- Das Taubstummen-Institut zu Schleswig. In: Die Heimat. Monatsschrift des Vereins zur Pflege der Natur- und Landeskunde in Schleswig-Holstein, Hamburg und Lübeck. Bd. 15 (1905), Heft 10, Oktober 1905, S. 221–231 (Digitalisat).
- Die „Ithehoer Nachrichten“. Ein Gedenkblatt zur Vollendung ihres hundertsten Jahrgangs (5. Juli 1917). In: Die Heimat. Bd. 27 (1917), Heft 7, Juli 1917, S. 137–145 (Digitalisat), Heft 8, August 1917, S. 153–159, Heft 9, September 1917, S. 183–186.